# Jean-Baptiste Decrétot
Jean-Baptiste Decrétot est un industriel et homme politique français, né le 9 mars 1743 à Louviers et mort le 9 mai 1817 à Paris.

## Biographie
Fils de Jean-Baptiste Ovide Joseph Decrétot († 10 août 1771), échevin de Louviers, manufacturier en draps, et de Marie-Thérèse Le Masson, Jean-Baptiste Decrétot reprend la direction de la fabrique paternelle et la modernise. Il semble être l'introducteur du cachemire en France ; il en fait également des imitations à partir de laine de vigogne. 
Lors de la réunion des États généraux de 1789, il est élu député du bailliage de Rouen. Il apparaît dans la liste au nom de Jean-Baptiste de Cretot, négociant à Louviers. Il s'intéresse principalement aux problèmes financiers et économiques : il s'oppose vigoureusement à la création des assignats, puis à l'encouragement au commerce de l'Inde qu'il juge contraire aux intérêts des manufacturiers français.
En 1795, sa sœur, veuve de Woldemar Michel de Grilleau (fils de Jean Michel de Grilleau), épousa l'homme politique Pierre-Louis Roederer. Il propose au Directoire son soutien financier pour une opération militaire contre l'Angleterre. Sous le Consulat, il fut nommé l'un des trois directeurs de la caisse d'amortissement, avec Mollien, futur ministre du Trésor public de Napoléon, et Jean Chanorier par un arrêt du 8 frimaire an VIII (29 novembre 1799). Il est fait chevalier d'Empire le 18 juin 1809. Il est également chevalier de la Légion d'honneur en 1805 et chevalier de l'Empire en 1809. 
Le 11 septembre 1810, Decrétot cède sa manufacture à Charles-Louis Ternaux, propriétaire de la manufacture de Sedan et neveu du puissant Baron Guillaume Louis Ternaux, dit "Ternaux l'Ainé" manufacturier et inventeur des fameux "Châles de Ternaux".

## Sources
- « Jean-Baptiste Decrétot », dans Adolphe Robert et Gaston Cougny, Dictionnaire des parlementaires français, Edgar Bourloton, 1889-1891 [détail de l’édition]